# Außenbezirke (Modiano)

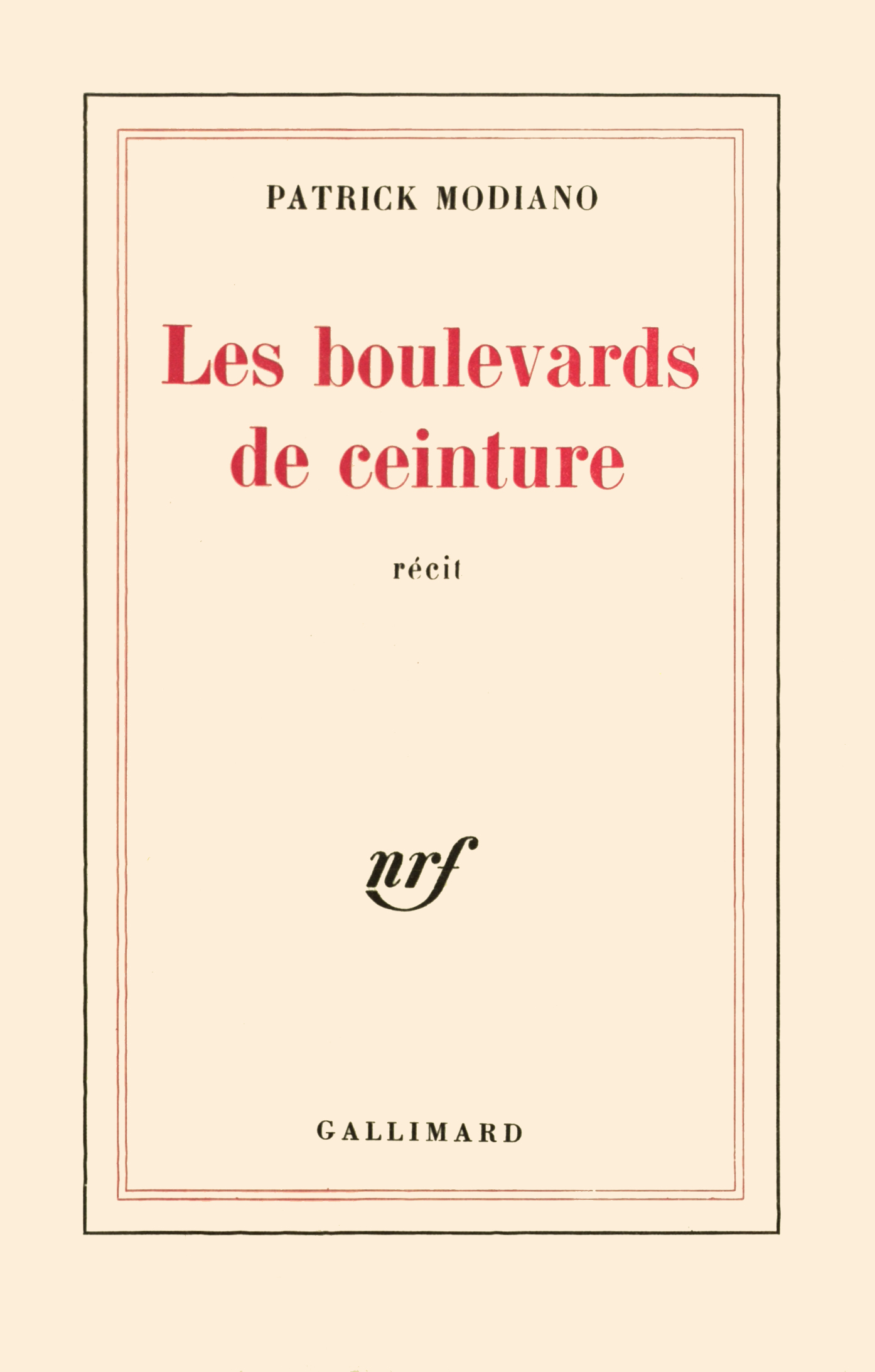
Buchcover im Original

Außenbezirke (französischer Originaltitel: Les boulevards de ceinture) ist ein Roman des französischen Schriftstellers Patrick Modiano. Er erschien im Jahr 1972 in der Programmreihe Collection Blanche der Éditions Gallimard. Die deutsche Übersetzung von Walter Schürenberg erschien 1981, zunächst unter dem Titel Tote Geleise, als zweiter Teil der sogenannten Pariser Trilogie im Ullstein Verlag. In späteren Wiederveröffentlichungen des Romans im Suhrkamp Verlag, weiterhin jeweils als zweiter Teil der Pariser Trilogie und in der Übersetzung Schürenbergs, erhielt er den Titel Außenbezirke.

## Inhalt
Eine Fotografie ist es, die die ganze Geschichte auslöst. Der Erzähler hat seinen Vater seit zehn Jahren nicht mehr gesehen. Es hatte, als er siebzehn war, ein Ereignis gegeben, das ihn glauben ließ, er „würde diesen Menschen niemals wiedersehen“. Jetzt hat ihn seine Suche in einen „der hübschesten Orte im Département Seine-et-Marne“ geführt und dort in die „Auberge du Clos-Foucré“. Der immer noch dort tätige Barkeeper „hat sogar ein Foto aufbewahrt“ aus einer lange vergangenen Zeit, auf dem der Vater des Erzählers abgebildet ist.
Was folgt ist eine Geschichte, deren Konstruktion ein unlösbares Rätsel aufgibt. Einerseits ist der Erzähler zu jung – er ist 27 Jahre alt (wie der Autor Modiano in dem Jahr, als er den Roman schrieb) –, um bei dem, wovon er erzählt, selbst dabei gewesen zu sein; es hat seinen Ursprung also nur in seiner eigenen Imagination oder sogar, wie er selbst mehr als einmal andeutet, in seinen Träumen: „Von diesem Augenblick an weiß ich, daß ich träume“, schreibt er an einer Stelle. Andererseits behauptet er, alles beruhe auf seinen eigenen Erinnerungen: „So viele Jahre sind vergangen, aber die Gesichter, die Gesten, die Stimmen bleiben meinem Gedächtnis eingeprägt.“ – „So viele Jahre sind vergangen“ ... seit der Kriegszeit, seit der Zeit der deutschen Okkupation Frankreichs.
Dass der Vater des Erzählers jüdischer Abstammung ist, wird erst spät ausdrücklich erwähnt. Aber von Beginn der Erzählung an ist erkennbar, dass er nicht so ganz in die Gesellschaft dieser obskuren Figuren passen will, unter die er geraten ist. Auch er ist ein Geschäftsmann, der über die Art seiner Geschäfte lieber schweigt und der zu den Profiteuren jener Zeit gehört. Die beiden Männer, die außer ihm auf der Fotografie abgebildet sind, dulden jedoch gerade einmal seine Anwesenheit, wenn sie ihn nicht einfach nur ausnutzen wollen. Es sind Jean Murraille, ein skrupelloser Zeitungsverleger, und Guy Marcheret, Ex-Fremdenlegionär, Alkoholiker und ein Mann, der permanent zotige Redensarten im Munde führt und ein entsprechendes Verhalten an den Tag legt. Sie und die anderen Figuren in ihrem Umfeld wissen, dass sie bereits „Todeskandidaten“ sind, dass sie in nicht allzu ferner Zukunft „Erschießungskommandos“ gegenüberstehen werden. Aber für den Moment heißt ihr Motto: „Man muss das Leben auskosten. ... Nach uns die Sintflut!“
Marcheret wird die Tochter von Murraille heiraten. Spätestens wenn am Rande der Hochzeitsfeier der Erzähler einen besonders niederträchtigen Journalisten erwürgt und wenn er gemeinsam mit seinem Vater heimlich die Feier verlässt, sie dann aber beide in Paris festgenommen werden, steht es fest, dass all dies nicht als realistischer Bericht zu verstehen ist. Der Erzähler gesteht es, ungefähr in der Mitte des Romans, selbst: „Ich widme hier meine Aufmerksamkeit diesen gescheiterten Randexistenzen, um durch sie das sich verflüchtigende Bild meines Vaters zurückzugewinnen. Ich weiß so gut wie nichts von ihm. Also werde ich etwas erfinden.“
Die Frage ist nun: Jenes Ereignis, seit dem zum Zeitpunkt der Erzählung zehn Jahre vergangen sind ... jene „schmerzliche Episode auf der Métrostation George-V“ – ist sie auch erfunden oder hat sie tatsächlich stattgefunden?: Der Erzähler behauptet, sein Vater habe ihn, den damals 17-Jährigen vor eine einfahrende Métro stoßen wollen, habe ihn tatsächlich umbringen wollen.

## Hintergrund
Wie die beiden vorigen Romane aus Modianos sogenannter „Okkupationstrilogie“ (La place de l’étoile und La ronde de nuit / Abendgesellschaft) fand auch Les boulevards de ceinture / Außenbezirke große Aufmerksamkeit in der Geschichts- und Literaturwissenschaft. Das besondere Interesse galt dabei wiederum der Identifizierung der realen Personen und des Ortes, die als Vorbilder der Fiktion dienten.
Vorbild der Figur Jean Murraille war der Journalist und Zeitungsverleger Jean Luchaire, das der Figur Guy Marcheret war ein obskurer Aristokrat namens Guy de Voisins. So wie im Roman Marcheret die Tochter von Murraille heiratet, so war in der Realität de Voisins tatsächlich für kurze Zeit mit der Tochter Luchaires, Corinne Luchaire, verheiratet.
Andere Romanfiguren, wie Sylviane Quimphe, tragen sogar ihren realen Namen (später wurde aus ihr die „Marquise d’Abrantès“).
Auch der im Roman namenlos bleibende Ort im Département Seine-et-Marne konnte identifiziert werden: Es ist Barbizon, wo jener reale Guy de Voisins eine Villa namens „La Baraka“ besaß – während die Villa des fiktiven Guy Marcheret den Namen „Le Mektoub“ bekam.

## Rezeption
In seiner Rezension des Romans aus dem Oktober 1972 stellte Dominique Fernandez den damals neuen Akzent in Modianos Schreiben, in diesem Fall die Beziehung des Sohns zum Vater, in den Mittelpunkt. Unter dem Titel Im Namen des Vaters (Au nom du père) schrieb er im Express: „Dieser dritte Modiano-Roman ist völlig anders als die vorigen. ... Wenn man von der Last der Geschichte –Geschichte mit einem großen G– und des jüdischen Unglücks absieht, haben wir hier einen einfachen jungen Mann vor uns, der nach Jahren von dessen Abwesenheit seinen Vater wiederfinden will.“
Les boulevards de ceinture wurde 1972 mit dem Grand Prix du Roman der Académie française ausgezeichnet.

## Ausgaben
- Patrick Modiano: Les boulevards de ceinture. Éditions Gallimard, Paris 1972, ISBN 9782070283408.
- Patrick Modiano: Tote Geleise; in: Pariser Trilogie, S. 99–211. Ullstein Verlag, Frankfurt am Main 1981, ISBN 3-550-06350-4.
- Patrick Modiano: Außenbezirke; in: Pariser Trilogie, S. 99–209. Suhrkamp Taschenbuch Verlag, Berlin 2014, ISBN 978-3-518-46618-6.